# Stairway-Gletscher
Der Stairway-Gletscher ist ein linker Tributärgletscher des Surprise-Gletschers an der Pazifikküste des US-Bundesstaates Alaska. Der Gletscher erhielt seinen Namen (stairway engl. für „Treppe“) von Teilnehmern der Harriman-Alaska-Expedition im Jahre 1899.

## Geografie
Das Nährgebiet des Stairway-Gletschers liegt in den Chugach Mountains auf einer Höhe von 1800 m. Der 13 km lange und im unteren Abschnitt 850 m breite Gletscher strömt in einem Rechtsbogen durch das Gebirge und trifft schließlich auf den Surprise-Gletscher, der nach 3,5 km in das Surprise Inlet, einer kleinen Seitenbucht des Harriman-Fjords im Norden des Prinz-William-Sunds, mündet.